# 长刺钩萼草
长刺钩萼草（学名：[Notochaete longiaristata] 错误：{{Lang}}：文本有斜体标记（帮助））为唇形科钩萼草属下的一个种。